# Chaldejski patriarcha Bagdadu
Chaldejski patriarcha Bagdadu – zwierzchnik Kościoła chaldejskiego, jednego z katolickich Kościołów wschodnich, z wiernymi zamieszkałymi głównie na Bliskim Wschodzie, przede wszystkim w Iraku, Iranie, Syrii i w diasporze. 
Patriarcha podlega bezpośrednio papieżowi, przy czym jest wybierany przez stosowne organy Kościoła chaldejskiego - Stolica Apostolska jedynie zatwierdza wybór. Podobnie jak wszyscy zwierzchnicy katolickich Kościołów wschodnich posiada względem Watykanu znaczną autonomię. Między innymi ma prawo samodzielnego tworzenia diecezji i innych jednostek kościelnego podziału administracyjnego, a także mianowania biskupów swojego Kościoła. Siedzibą patriarchy jest Bagdad.
Od 2013 roku chaldejskim patriarchą Bagdadu (do 2022 Babilonu) jest Louis Raphaël I Sako. Jego biskupami pomocniczymi, przypisanymi do patriarchatu, nie zaś do konkretnej diecezji (tzw. biskupami kurialnymi), są bp Shlemon Warduni, bp Saad Sirop oraz bp Basel Yaldo.

## Pierwsza linia patriarsza – linia Szymona
W 1553 roku Szymon VIII/Jan Sulaka zawarł unię z Kościołem katolickim. Doprowadziło to do schizmy w Kościele Wschodu, a łączności z Kościołem Katolickim i utworzenie tam linii patriarszej – tzw. linii Eliasza. Unia przetrwała do 1692, kiedy Szymon XIII Dinkha wrócił do Kościoła Wschodu. Z linii Szymona wywodzą się patriarchowie Asyryjskiego Kościoła Wschodu aż do dziś.
| # | Imię                   | Od   | Do   |
| - | ---------------------- | ---- | ---- |
| 1 | Szymon VIII Jan Sulaka | 1553 | 1555 |
| 2 | Abdiszo IV Maron       | 1555 | 1570 |
| 3 | Yahballaha V           | 1572 | 1580 |
| 4 | Szymon IX Dinkha       | 1580 | 1600 |
| 5 | Szymon X Eliasz        | 1600 | 1638 |
| 6 | Szymon XI Eshuyow      | 1638 | 1656 |
| 7 | Szymon XII Yoalaha     | 1656 | 1662 |
| 8 | Szymon XIII Dinkha     | 1662 | 1692 |

## Druga linia patriarsza – linia Józefa
Unia została zawarta przez Józefa I w 1681, kiedy to wspólnota z Amidy, uniezależniła się od metropolii Kościoła Wschodu w Alkuszu. Linia wygasła z powodu śmierci Józefa V Augustyna Hindi, który administrował patriarchatem chaldejskim po śmierci Józefa IV Tymoteusza Łazarza Hindi, lecz nie został zatwierdzony na urzędzie patriarchy przez Stolicę Apostolską.
| # | Imię                            | Od   | Do   |
| - | ------------------------------- | ---- | ---- |
| 1 | Józef I                         | 1681 | 1696 |
| 2 | Józef II Sliba Marouf           | 1696 | 1713 |
| 3 | Józef IV Tymoteusz Łazarz Hindi | 1757 | 1780 |
| 4 | Józef V Augustyn Hindi          | 1804 | 1827 |

## Trzecia linia patriarsza
W 1830 roku Pius VIII odnowił patriarchat chaldejski Babilonu, ustanawiając na tym urzędzie Jana VII Hormizda. Pod jego zwierzchnictwem połączył wymarłą drugą linię patriarszą, tzw. linię Józefa z Amidy i linię Eliasza z Alkuszu, która pozostała w Kościele Wschodu po zawarciu unii z Kościołem katolickim, przez Szymona VIII, z pierwszej linii patriarszej.
W 2021 Synod Kościoła chaldejskiego zmienił nazwę patriarchatu na Patriarchat Bagdadu, co zostało potwierdzone w następnym roku przez papieża Franciszka.
| #  | Imię                           | Portret | Od   | Do   |
| -- | ------------------------------ | ------- | ---- | ---- |
| 1  | Jan VII Hormizd                |         | 1830 | 1838 |
| 2  | Mikołaj I Zaya                 |         | 1839 | 1846 |
| 3  | Józef VI Audo                  |         | 1847 | 1878 |
| 4  | Piotr Eliasz XIV Abu al-Junana |         | 1878 | 1894 |
| 5  | Abdiszo V Khayyat              |         | 1894 | 1899 |
| 6  | Józef Emmanuel II Tomasz Audo  |         | 1900 | 1946 |
| 7  | Józef VII Ghanima              |         | 1946 | 1958 |
| 8  | Paweł II Cheikho               |         | 1958 | 1989 |
| 9  | Rafael I BiDawid               |         | 1989 | 2003 |
| 10 | Emmanuel III Delly             |         | 2003 | 2012 |
| 11 | Ludwik Rafael I Sako           |         | 2013 | –    |